# Ochyrocera vesiculifera
Ochyrocera vesiculifera är en spindelart som beskrevs av Simon 1893. Ochyrocera vesiculifera ingår i släktet Ochyrocera och familjen Ochyroceratidae.
Artens utbredningsområde är Venezuela. Inga underarter finns listade i Catalogue of Life.